# Miss Îles Caïmans
Miss Îles Caïmans est un concours de beauté annuel tenu aux Îles Caïmans. 
Différentes jeunes femmes peuvent être représentantes des Îles Caïmans aux concours de Miss Univers, Miss Monde, Miss Terre et Miss international.

## Miss

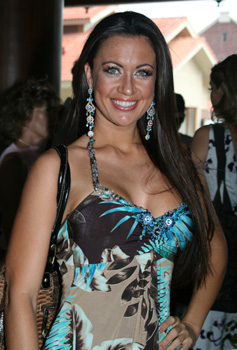
Rebecca Parchment.

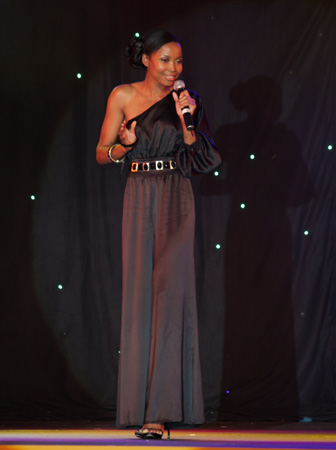
Nicosia Lawson.

| Année | Miss Univers Îles Caïmans | Miss Monde Îles Caïmans      |
| ----- | ------------------------- | ---------------------------- |
| 1977  |                           | Patricia Jane Jackson-Patiño |
| 1978  |                           | Wendy Lorraine Daykin        |
| 1979  |                           |                              |
| 1980  | Devan Walter              | Delia Devon Walter           |
| 1981  | Donna Marie Myrie         | Donna Marie Myrie            |
| 1982  | Maureen Theresa Lewis     | Maureen Theresa Lewis        |
| 1983  | Effie Ebanks              | Effie Ebanks                 |
| 1984  | Thora Anne Crighton       | Thora Anne Crighton          |
| 1985  | Emily Yvette Hurlston     | Emily Yvette Hurlston        |
| 1986  |                           | Deborah Elizabeth Cridland   |
| 1987  |                           | Desiree Ann Hunter           |
| 1988  |                           | Melissa McTaggart            |
| 1989  | Carol Ann Balls           | Michelle Garcia              |
| 1990  | Tricia Rose Whittaker     | Bethea Michelle Christian    |
| 1991  | Bethea Michelle Christian | Yvette Peggy Jordison        |
| 1992  | Yvette Peggy Jordison     | Pamela Joanne Ebanks         |
| 1993  | Pamela Joanne Ebanks      | Audry Elizabeth Ebanks       |
| 1994  | Audry Elizabeth Ebanks    | Anita Lilly Bush             |
| 1995  | Anita Lilly Bush          | Tasha Ebanks                 |
| 1996  | Tasha Ebanks              |                              |
| 1997  |                           | Cassandra Powell             |
| 1998  |                           | Gemma Marie McLaughlin       |
| 1999  | Gemma McLaughlin          | Mona Lisa Tatum              |
| 2000  | Mona Lisa Tatum           | Jacqueline Bush              |
| 2001  | Jacqueline Bush           | Shannon McLean               |
| 2002  | Shannon McLean            |                              |
| 2003  | Nichelle Welcome          | Nichelle Welcome             |
| 2004  | Stacy Ann-Rose Kelly      | Stacy Ann-Rose Kelly         |
| 2005  |                           |                              |
| 2006  | Ambuyah Ebanks            | Ambuyah Ebanks               |
| 2007  |                           | Rebecca Parchment            |
| 2008  | Rebecca Parchment         | Nicosia Lawson               |
| 2009  | Nicosia Lawson            |                              |
| 2010  |                           | Cristin Alexander            |
| 2011  | Cristin Alexander         | Lindsay Japal                |
| 2012  | Lindsay Japal             |                              |
| 2013  |                           |                              |
| 2014  |                           |                              |
| 2015  | Tonie Chisholm            |                              |
| 2016  | Monyque Brooks            | Monyque Brooks               |
| 2017  | Anika Conolly             | Kristin Amaya                |
| 2018  | Caitlin Tyson             | Kelsie Woodman Bodden        |
| 2019  | Kadejah Bodden            | Jaci Patrick                 |
| 2020  | Mariah Tibbetts           |                              |
| 2021  | Georgina Kerford          | Rashana Hydes                |
| 2022  | Chloe Powery-Doxey        |                              |
| 2023  | Ileann Powery             | Leanni Tibbets               |
| 2024  | Reagan Rutty              |                              |
| 2025  | Tahiti Seymour            |                              |

## Lien
- Sito ufficiale